# Maria Borovitchenko
Maria Sergueïevna Borovitchenko (en russe Мария Сергеевна Боровиченко ; en ukrainien Боровиче́нко Марі́я Сергі́ївна, Maria Serhiïvna Borovytchenko), née le 21 octobre 1925 à Kiev, en Ukraine soviétique, et morte le 14 juillet 1943) près du village d'Orlovka, en Russie soviétique, est un sergent de la Garde soviétique, instructrice médicale au 32e régiment d'artillerie de la garde, décorée de la Médaille du Mérite au Combat, de la Médaille du Courage, de l'Ordre de l'Étoile Rouge et l'Ordre du Drapeau Rouge. Elle est décorée à titre posthume du titre d'Héroïne de l'Union soviétique en mai 1965 pour le sauvetage de son chef de section, au péril de sa vie.

## Biographie
Orpheline, elle est élevée par son oncle près de Mishlovka, dans la banlieue de Kiev. Elle obtient son diplôme d'infirmière en 1941, peu avant l'invasion allemande du 22 juin.
Le 10 août 1941, alors que la Wehrmacht encercle Kiev, elle et son oncle traversent les lignes allemandes et vont se porter volontaire au quartier général de la 5e brigade parachutiste, commandée par le général Alexandre Rodimtsev, qui les reçoit en personne. La jeune fille lui aurait donné des informations sur l'emplacement des batteries et nids de mitrailleuses ennemies.
Enrôlée le 11 août comme instructeur sanitaire, elle est immédiatement engagée dans la défense de Kiev. Dès le 13 août, lors des combats autour de l'Académie d'Artillerie, elle se distingue en évacuant huit blessés puis en abattant deux soldats ennemis qui gardaient prisonnier le commandant de bataillon Simkine. Son village libéré, elle refuse d'y retourner et reste dans l'armée. Ses camaradent la surnomment "Machenka de Mishkolvka" (son lieu de naissance, mais pouvant aussi s'entendre comme "Piège à souris").
La 5e division parachutiste est ensuite envoyée fortifier Konotop, pour empêcher l'encerclement des derniers défenseurs de Kiev. La Wehrmacht attaque le 8 septembre 1941 : les troupes allemandes tentent de traverser la rivière Seïm en canots, avec un fort appui d'artillerie, sans succès. Maria Borovitchenko réussit à sauver dix blessés, en allant chercher trois dans la rivière même.
Des sapeurs allemands tentent un moment de remettre en état un pont ferroviaire démoli pour y faire passer des chars : elle convainc ses camarades de mettre en batterie une mitrailleuse Maxim sur une hauteur, et, agissant comme servant et observateur de tir, fait couler leurs canots. Rodmitsev la félicite en personne de son initiative, et lui remet un brevet de mitrailleur.
Pendant cette période, Maria Borovitchenko aurait également capturé un officier supérieur allemand. Faite prisonnière dans le village de Kazatskoe, elle se serait évadée, ramenant avec elle des informations importantes sur les mouvements de troupes ennemies. Le 17 septembre 1941, elle capture à elle seule dix soldats ennemis lors d'une mission de reconnaissance : son nom est cité dans la presse.
Le 6 décembre 1941 la 5e brigade parachutiste est transférée à la 87e division de fusiliers, renommée le 19 janvier 13e division de fusiliers de la Garde. Maria suit la retraite de son unité jusqu'à Stalingrad, où elle participe à la bataille du même nom. Selon Rodmitsev, son fiancé Micha Krachenko, également infirmier, y est abattu par un tireur embusqué allemand. Le 14 février 1943, Maria Borovitchenko reçoit la Médaille du Mérite au Combat.
A l'été 1943, lors de l'offensive de Koursk, le 32e corps de la garde du général Rodimtsev défend la région d'Oboïan aux Allemands. Le 14 juillet à Orlovka, Masha Borovitchenko, sergent-chef de la Garde, voyant un blindé ennemi approcher, couvre de son corps le chef de peloton blessé (le lieutenant Kornienko) et lance une grenade contre le char. Au même moment, un shrapnel la tue net.
A l'issue des combats, elle est enterrée sur une fosse commune sur le champ de bataille. Ses restes sont déplacés dans le centre d'Orlovka en 1957. Un buste en bronze est érigée devant l'école n°122 où elle a fait ses études d'infirmières.

### Postérité
En février 1963, le colonel-général A. Rodimtsev publie dans la revue "Южность" ("Jeunesse") un court récit sur la vie de Maria Borovitchenko. Le ton du récit est hagiographique, certaines péripéties (Maria traquant et tuant le tireur embusqué qui a abattu son fiancé, etc) semblent improbables. En 1965, le récit fait l'objet d'un tiré à part, réédité en 2019.
Le 6 mai 1965, Maria Borovitchenko reçoit le titre d'Héroïne de l'Union Soviétique, puis le 5 juin suivant, l'Ordre de Lénine.
Le 21 février 1966 paraît un long-métrange inspiré de sa vie, "Нет неизвестных солдат" ("Il n'y a pas de soldats inconnus"), réalisé par Sulamif Tsybulnik. Elle y apparaît sous le nom de "Maria Savchenko". L'école n°122, où elle a suivi ses études, est renommée en son honneur, ainsi qu'une rue à Ivnïa, (région de Belgorod, Fédération de Russie) 

## Distinctions
- Héroïne de l'Union soviétique
- Ordre du Drapeau rouge
- Ordre de l'Étoile rouge
- Médaille du Mérite au Combat